# ヒロイン 〜あの日の涙を忘れない〜
「ヒロイン 〜あの日の涙を忘れない〜」（ヒロイン あのひのなみだをわすれない）は、岡村孝子の通算21枚目のシングル。1994年10月5日発売。発売元はファンハウス（現・ソニー・ミュージックレーベルズ）。

## 解説
10枚目のアルバム『SWEET HEARTS』（1994年9月14日）からシングルカットされた「Naturally」と同時発売された。2枚とも12cmマキシシングルサイズで発売された。
表題作は、NHK『アジア大会 広島』のテーマソングとして書き下ろしたもの。
カップリング曲はアルバム『SWEET HEARTS』からの収録。
1994年は、オリジナル・アルバム1枚、セレクション・アルバム1枚、シングル・コレクション1枚、シングル4枚、更にコンサート・ツアーと、例年になく活発な音楽活動をした年であったが1995年はレコード会社移籍にあたり一転して新譜が発売されなかった。
1994年末、一部週刊誌（『ザ・テレビジョン』等）の「紅白歌合戦出場者予想」で岡村が出場するのではと予想されたが、結局出場には至らなかった。

## 収録曲
1. ヒロイン 〜あの日の涙を忘れない〜　（4:25）
  - 作詞・作曲: 岡村孝子 、編曲: 海老原真二

NHK「アジア大会 広島」テーマソング
2. あなたの隣り　（5:07）
  - 作詞・作曲: 岡村孝子 、編曲: 萩田光雄
3. ヒロイン 〜あの日の涙を忘れない〜　（Original Karaoke）
4. あなたの隣り　（Original Karaoke）

## 収録作品
- ヒロイン〜あの日の涙を忘れない〜
  - HISTOIRE
  - TOY BOX

※オリジナルアルバム未収録
- ヒロイン〜あの日の涙を忘れない〜 （Album Version）
  - BRAND-NEW　（11th アルバム）
- ヒロイン〜あの日の涙を忘れない〜 （Remix）
  - After Tone IV
- あなたの隣り
  - SWEET HEARTS　（10th アルバム）